# Meloria
Meloria ist ein kleiner Felsen im Tyrrhenischen Meer, der sich ungefähr sieben Kilometer vor dem Hafen von Livorno aus einem Gebiet mit Untiefen (den sogenannten Secche della Meloria) erhebt. Administrativ gehört Meloria zur Gemeinde Livorno, geographisch kann man den Felsen zum Toskanischen Archipel zählen.
Auf dem Eiland befindet sich ein Turm (Torre della Meloria) aus dem 18. Jahrhundert. Die Gewässer um Meloria waren Schauplatz zweier Seeschlachten.

## Geschichte
Der erste Leuchtturm auf Meloria wurde vermutlich im 12. Jahrhundert von der Republik Pisa errichtet. Der Leuchtturm diente auch als Festung und wurde zunächst den Benediktinern von Pisa, dann den Augustinern der Kirche San Jacopo in Acquaviva in Livorno anvertraut.
1241 fand in der Nähe des Felsens die erste Seeschlacht bei Meloria statt, zwischen der Flotte von Kaiser Friedrich II. mit seinem Bündnispartner Pisa einerseits und der Republik Genua andererseits. Sie endete mit einem Sieg des Kaisers.
1284 ereignete sich die historisch bedeutsamere zweite Seeschlacht bei Meloria zwischen Genua und Pisa, die größte Seeschlacht des Mittelalters. Sie endete mit einem genuesischen Sieg.
Im Jahr 1286 wurde der Turm von den Genuesern zerstört. Erst Ende des 16. Jahrhunderts wurde er im Auftrag des Großherzogs der Toskana Ferdinando I. de’ Medici wieder aufgebaut, stürzte jedoch bald schon wieder ein.
Die heutige Konstruktion, die nicht mehr als Leuchtturm dient, wurde 1709 unter Cosimo III. de’ Medici errichtet.